# Carruba vasútállomás
Carruba vasútállomás egy vasútállomás Olaszországban, Szicília régióban, Catania megyében, Carruba településen. Forgalma alapján az olasz vasútállomás-kategóriák közül a bronz kategóriába tartozik.

## Vasútvonalak
Az állomást az alábbi vasútvonalak érintik:
- Messina-Siracusa-vasútvonal